# 向右向左
《Si loin et si proche》(中文版《这麽近，那麽远》) 是中国女性漫画家张小白画的中国漫画，获得第四届日本國際漫畫赏「最優秀賞 Gold Award」（从189件参赛作品中，选出1个最優秀賞），故事讲述一位大一女孩住在北京某大学宿舍里。某天，女孩未来的儿子穿越时光在她眼前。
《Si loin et si proche》在獲獎時並未有中文版，各中文媒體在報導獲獎消息時，把書名從法文譯成中文《向右向左》以便報導，此非正式的中文譯名被互相引用並廣泛流傳，但《Si loin et si proche》在約半年後出版中文版時，官方正式的中文譯名是《这么近，那么远》。